# Tun (jednostka)
Tun (stang. tunne, łac. tunellus, tunna) – anglosaska jednostka objętości; oryginalnie stosowana do wina, oliwy, miodu. Czasem również ładowności statków. Równa, zależnie od czasów i obszaru, od 208 do 256 galonów. Od jej nazwy wywodzi się tona – jednostka masy (tuna wina ważyła około 1016 kg).
Pierwotnie jeden tun równał się 256 galonom, dla sprawnego podziału przez osiem. Definicja ta zmieniała się jednak w czasie. Przed XV wiekiem obrano 252 galony, dla łatwego podziału przez wiele liczb całkowitych. W dokumencie z 1507 roku zdefiniowano jako dzielącą się na 60 sestercji, po 4 galony każda, czyli łącznie 240 galonów.
Po zmianie definicji galonu przez królową Annę, na 231 cali sześciennych, za tun (i galon amerykański) przyjęto objętość cylindra o średnicy i wysokości 42 cali. 
Po wprowadzeniu imperialnego systemu miar jeden tun określono jako 210 galonów imperialnych, ok. 955 litrów. W USA zwyczajowo było to 252 galonów (ok. 954 litry). 